# Tubérculo

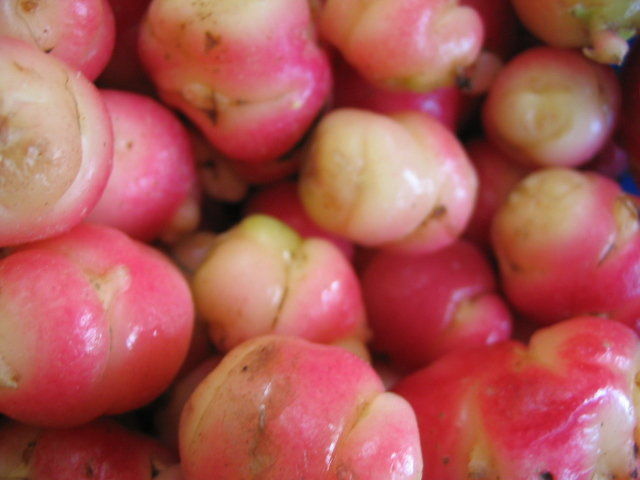
Tubérculos de papa oca.

Un tubérculo (proviene del latín tubercŭlum, diminutivo de tuber «tumor») es una parte de un tallo subterráneo, o de una raíz, modificado y engrosado donde se acumulan los nutrientes de reserva para la planta (cumpliendo la función de órgano reservante). Se le considera comúnmente como hortaliza.
Las especies que producen tubérculos también se sirven de ellos para propagarse en forma vegetativa, aunque sus semillas sean viables.
Existen especies que producen tubérculos comestibles para el ser humano y por ello se cultivan desde hace milenios, en particular en América del Sur. La papa o patata (Solanum tuberosum), con origen en el altiplano sur del Perú y norte de Bolivia,  es el tubérculo más consumido en el mundo y se encuentra entre los diez principales cultivos de la humanidad. 
Otros tubérculos cultivados son la oca (Oxalis tuberosa), el ñame (Dioscorea spp.), la chufa (Cyperus esculentus) y el olluco Ullucus tuberosus.
Como los tubérculos tienen varias yemas y cada una puede dar lugar a una nueva planta, en la agricultura es una práctica corriente el fragmentarlos para incrementar el número de potenciales plantas.
Existen otras especies empleadas en jardinería que poseen tubérculos, como Begonia, Cyclamen y Sinningia. Otras especies, como Ipomoea batatas (camote, batata o boniato), producen raíces tuberosas que se asemejan a un tubérculo, pero surgen de un engrosamiento de las raíces. En tanto, los rizomas y cormos son tallos engrosadas que tienen características diferentes.

## Clases

### Tubérculos de tallo
Un tubérculo de tallo se forma a partir de rizomas o estolones engrosados. Los lados superiores del tubérculo producen brotes que se convierten en tallos y hojas típicos y los lados inferiores producen raíces. Tienden a formarse a los lados de la planta madre y, con mayor frecuencia, se encuentran cerca de la superficie del suelo. El tubérculo subterráneo es normalmente un órgano de almacenamiento y regeneración de corta duración que se desarrolla a partir de un brote que se ramifica de una planta madura. La descendencia o los tubérculos nuevos se adhieren a un tubérculo parental o se forman al final de un rizoma hipogeógeno (iniciado debajo del suelo). En otoño la planta muere, a excepción de los nuevos tubérculos descendientes, que tienen un brote dominante que en primavera vuelve a crecer un nuevo brote produciendo tallos y hojas; en verano, los tubérculos se pudren y comienzan a crecer nuevos tubérculos. Algunas plantas también forman tubérculos y/o más pequeños tubérculos que actúan como semillas, produciendo pequeñas plantas que se asemejan (en morfología y tamaño) a plántulas. Algunos tubérculos de tallo son longevos, como los de las begonias tuberosas, pero muchas plantas tienen tubérculos que sobreviven solo hasta que las plantas han deshojado por completo, momento en el que el tubérculo se reduce a una cáscara arrugada.

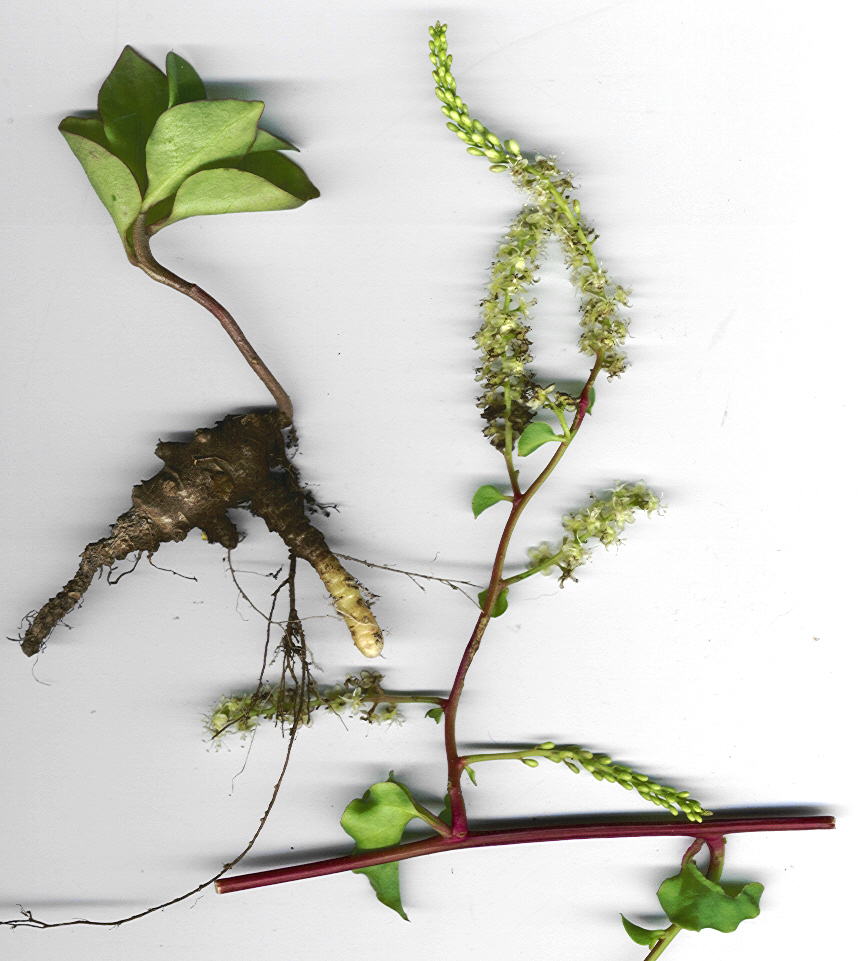
Flores y tubérculos de Anredera cordifolia

Los tubérculos del tallo generalmente comienzan como ampliaciones de la sección de hipocótilo de una plántula, pero a veces también incluyen el primer nodo o dos del epicotilo y la sección superior de la raíz. El tubérculo tiene una orientación vertical, con una o algunas yemas vegetativas en la parte superior y raíces fibrosas producidas en la parte inferior a partir de una sección basal. Normalmente, el tubérculo tiene una forma redondeada oblonga.
Las begonias tuberosas, el ñame, y los ciclámenes son tubérculos de tallo que se cultivan comúnmente. La vid Mignonette ( Anredera cordifolia ) produce tubérculos de tallo aéreo en vides de 3,5 a 7,5 metros de altura (12 a 25 pies); los tubérculos caen al suelo y crecen. Plectranthus esculentus , de la familia de la menta Lamiaceae , produce órganos subterráneos tuberosos desde la base del tallo, que pesan hasta 1.8 kg (3 lb 15 oz) por tubérculo, y se forman a partir de brotes axilares que producen estolones cortos que se convierten en tubérculos. Aunque las leguminosas no se asocian comúnmente con la formación de tubérculos de tallo, Lathyrus tuberosuses un ejemplo originario de Asia y Europa, donde una vez se cultivó como cultivo.

#### Papa o patata

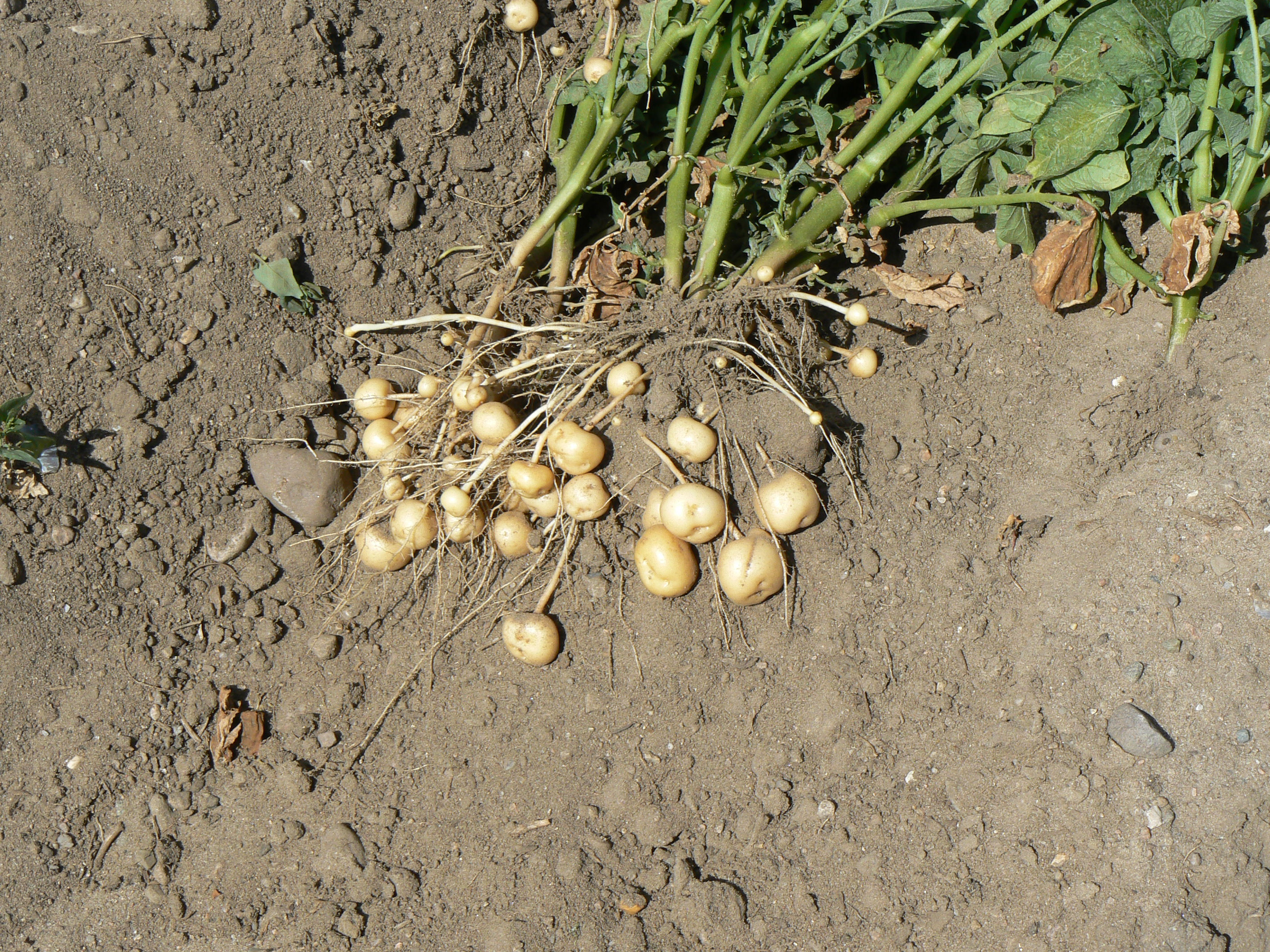
Planta de patata mostrando los tubérculos

Las patatas o papas son tubérculos de tallo: estolones agrandados que se engrosan para convertirse en órganos de almacenamiento. El tubérculo tiene todas las partes de un tallo normal, incluidos los nudos y los entrenudos. Los nudos son los ojos y cada uno tiene una cicatriz foliar. Los nudos u ojos están dispuestos alrededor del tubérculo en forma de espiral, empezando por el extremo opuesto al punto de unión con el estolón. La yema terminal se produce en el punto más alejado de la unión con el estolón y los tubérculos, por lo que muestra la misma dominancia apical que un tallo normal. Internamente, un tubérculo está lleno de almidón almacenado en células agrandadas parecidas al parénquima. El interior de un tubérculo tiene las estructuras celulares típicas de cualquier tallo, incluyendo una médula, zonas vasculares y una corteza.
El tubérculo se produce en una temporada de crecimiento y se utiliza para perennizar la planta y como medio de propagación. Cuando llega el otoño, la estructura aérea de la planta muere, pero los tubérculos sobreviven bajo tierra durante el invierno hasta la primavera, cuando regeneran nuevos brotes que utilizan el alimento almacenado en el tubérculo para crecer. A medida que el brote principal se desarrolla a partir del tubérculo, la base del brote cercana al tubérculo produce raíces adventicias y yemas laterales en el brote. El brote también produce estolones que son tallos largos etiolados. El estolón se alarga durante los días largos con la presencia de altos niveles de auxinas que impiden el crecimiento de la raíz fuera del estolón. Antes de que comience la formación de nuevos tubérculos, el estolón debe tener una cierta edad. La enzima lipoxigenasa produce una hormona, el ácido jasmónico, que participa en el control del desarrollo de los tubérculos de la patata.
Los estolones se reconocen fácilmente cuando las plantas de patata se cultivan a partir de semillas. A medida que las plantas crecen, se producen estolones alrededor de la superficie del suelo a partir de los nodos. Los tubérculos se forman cerca de la superficie del suelo y, a veces, incluso encima de él. Cuando se cultivan las patatas, los tubérculos se cortan en trozos y se plantan a mucha más profundidad en el suelo. Al plantar los trozos a mayor profundidad se crea más superficie para que las plantas generen los tubérculos y su tamaño aumente. De los trozos brotan brotes que crecen hacia la superficie. Estos brotes son similares a los rizomas y generan estolones cortos desde los nodos mientras están en el suelo. Cuando los brotes llegan a la superficie del suelo, producen raíces y brotes que se convierten en la planta verde.

### Tubérculos de raíz

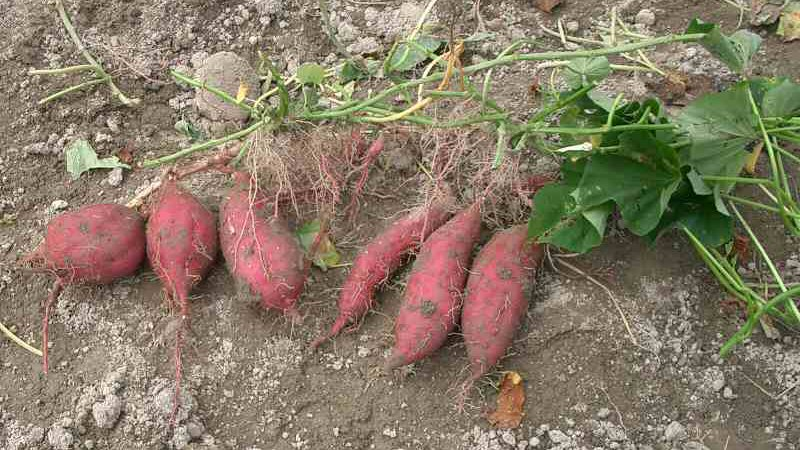
Plantas de batata recién cavadas, con sus tubérculos

Una raíz tuberosa o raíz de almacenamiento es una raíz lateral modificada, agrandada para funcionar como órgano de almacenamiento. La zona ampliada del tubérculo puede producirse en el extremo o en el centro de una raíz o abarcar toda la raíz. Por lo tanto, su origen es diferente, pero su función y aspecto son similares a los de un tubérculo de tallo. Entre las plantas con raíces tuberosas se encuentran la batata (Ipomoea batatas), la yuca y la dalia.
Los tubérculos de raíz son órganos perennes, raíces engrosadas que almacenan nutrientes durante los periodos en los que la planta no puede crecer activamente, permitiendo así la supervivencia de un año a otro. Los engrosamientos masivos de las raíces secundarias, típicamente representados por la batata, tienen las estructuras celulares y tisulares internas y externas de una raíz normal; producen raíces adventicias y tallos, que a su vez producen raíces adventicias.
En los tubérculos de raíz no hay nudos ni entrenudos ni hojas reducidas. El extremo proximal del tubérculo, que estaba unido a la antigua planta, tiene un tejido de corona que produce yemas que se convierten en nuevos tallos y follaje.  El extremo distal del tubérculo produce normalmente raíces no modificadas. En los tubérculos de tallo el orden se invierte, y el extremo distal produce tallos. Las raíces tuberosas tienen una duración bienal: la planta produce tubérculos el primer año, y al final de la temporada de crecimiento, los brotes suelen morir, dejando los tubérculos recién generados; la siguiente temporada de crecimiento, los tubérculos producen nuevos brotes. A medida que los brotes de la nueva planta crecen, las reservas almacenadas del tubérculo se consumen en la producción de nuevas raíces, tallos y órganos reproductivos; cualquier tejido radicular restante muere al mismo tiempo que la planta regenera la siguiente generación de tubérculos.

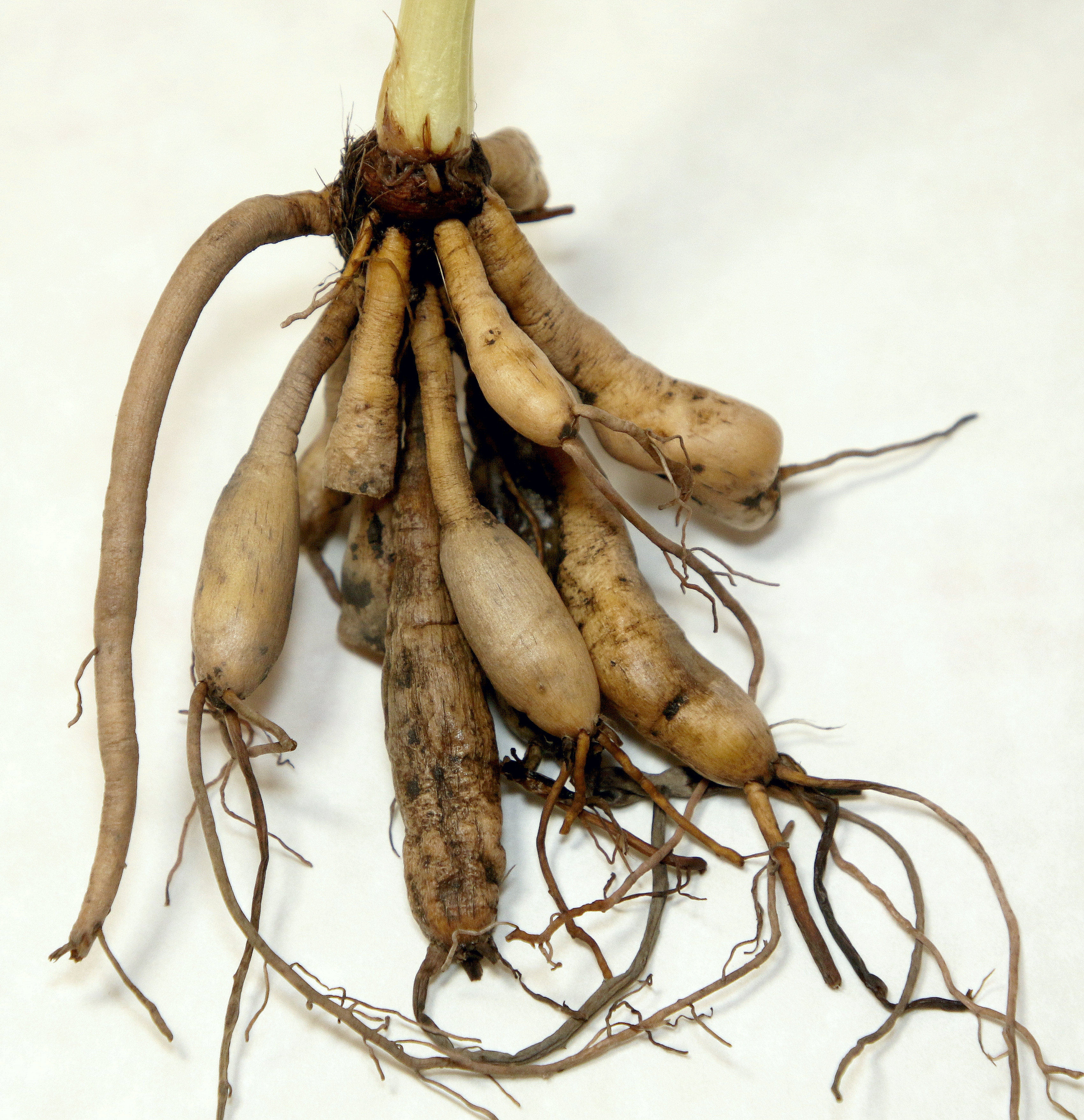
Raíces de Hemerocallis mostrando el agrandamiento del tubérculo.

El lirio de día (Hemerocallis fulva) y una serie de híbridos de lirio de día tienen grandes tubérculos de raíz; H. fulva se propaga por estolones subterráneos[14] que terminan con un nuevo abanico que crece raíces que producen gruesos tubérculos y luego envían más estolones.
Los tubérculos de las raíces, junto con otros tejidos de almacenamiento que producen las plantas, son consumidos por los animales como una rica fuente de nutrientes. Los patos comen los tubérculos de las plantas de punta de flecha del género Sagittaria.
Las plantas con tubérculos de raíz se propagan desde finales de verano hasta finales de invierno desenterrando los tubérculos y separándolos, asegurándose de que cada pieza tenga algo de tejido de la corona para volver a plantar.